# Vlčí Pole
Vlčí Pole je vesnice v okrese Mladá Boleslav, je součástí města Dolní Bousov. Nachází se asi 2,6 kilometru jižně od Dolního Bousova. Vesnicí protéká Vlčopolský potok.

## Historie
První písemná zmínka o vesnici pochází z roku 1323.

## Pamětihodnosti
- Zámek Vlčí Pole
- Kostel svatého Šimona a Judy
- kaplička na návsi
- stavby lidové architektury
- hospodářský dvůr čp. 6 (severní část vsi)

## Fotogalerie

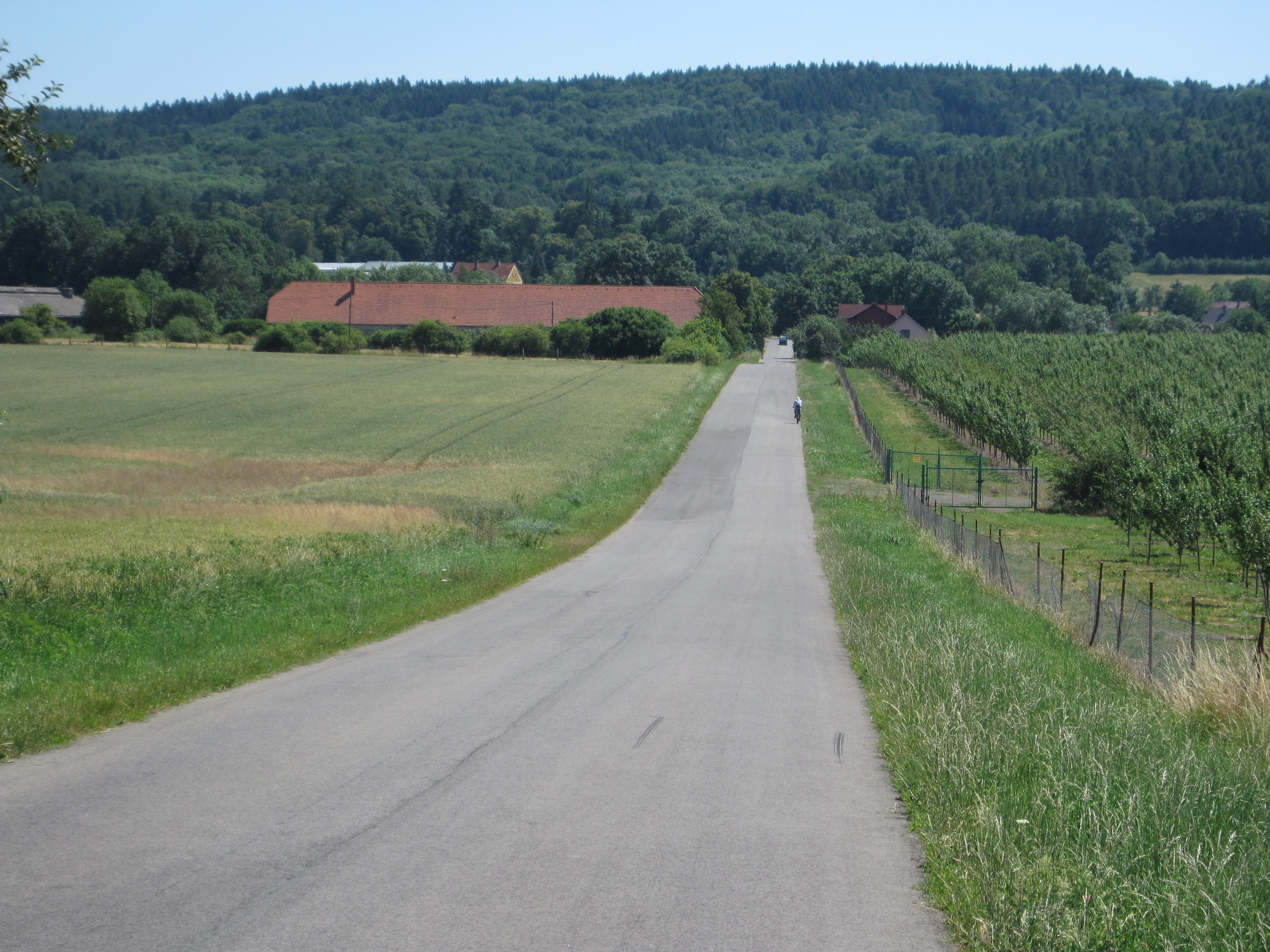
Pohled ke vsi ze silnice do Dolního Bousova
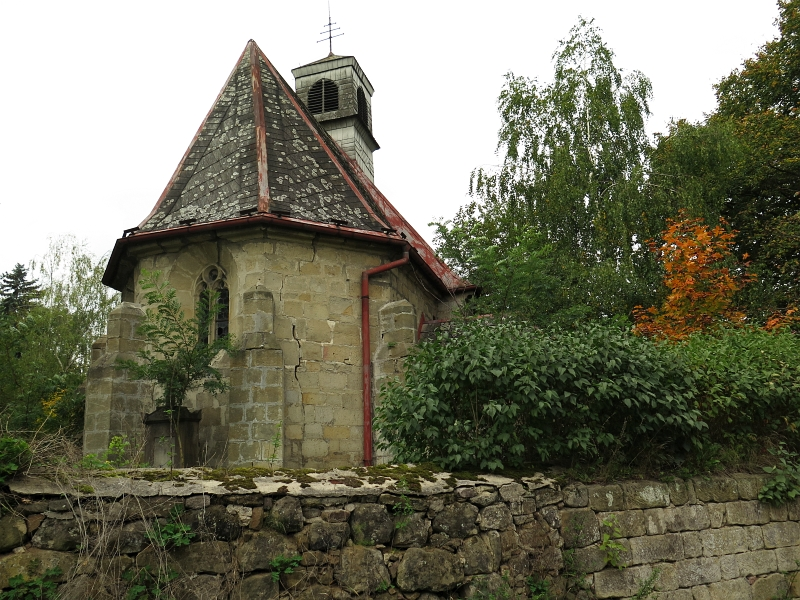
Kostel svatých Šimona a Judy
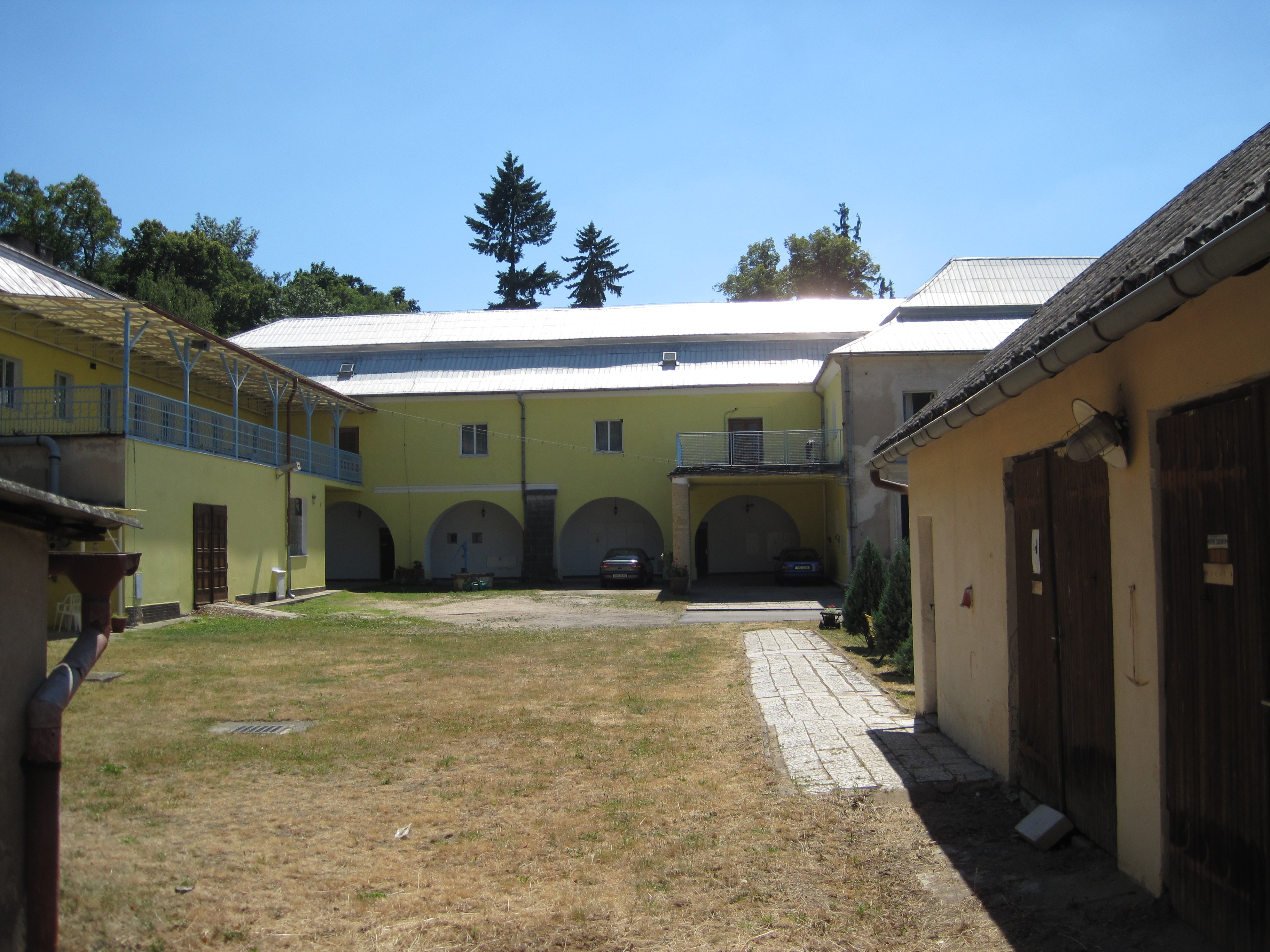
Zámek
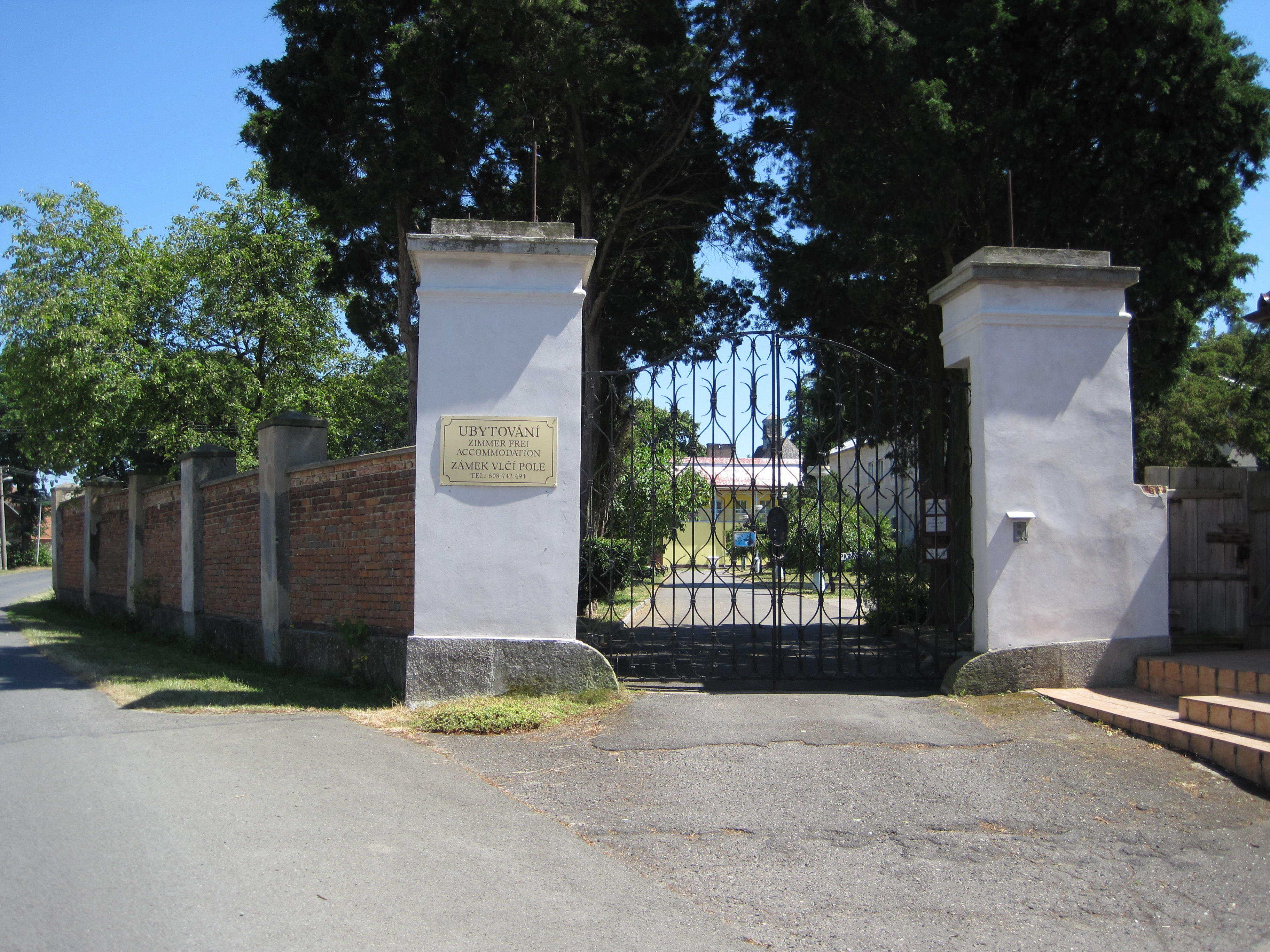
Brána zámeckého areálu
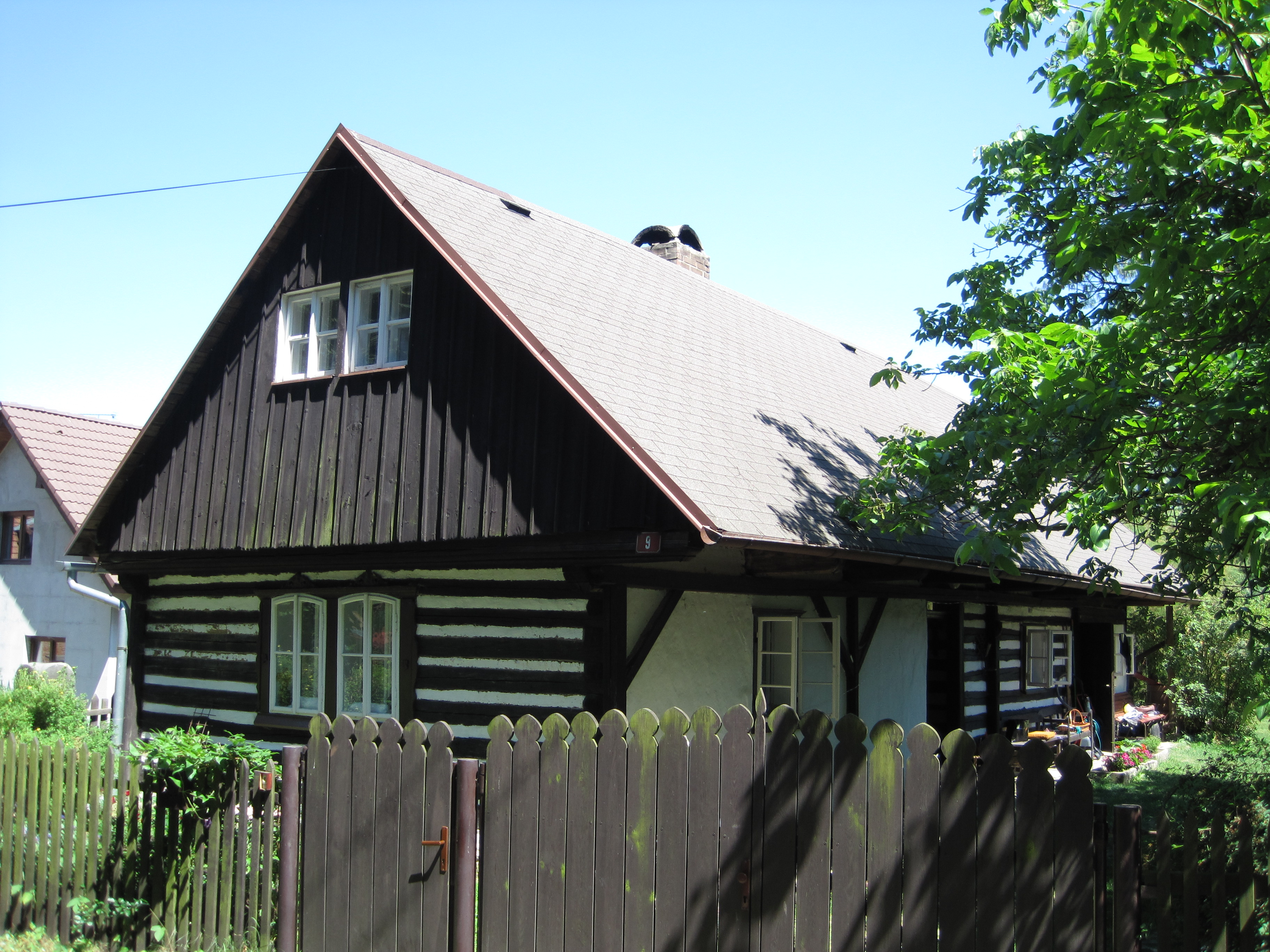
Chalupa čp. 9
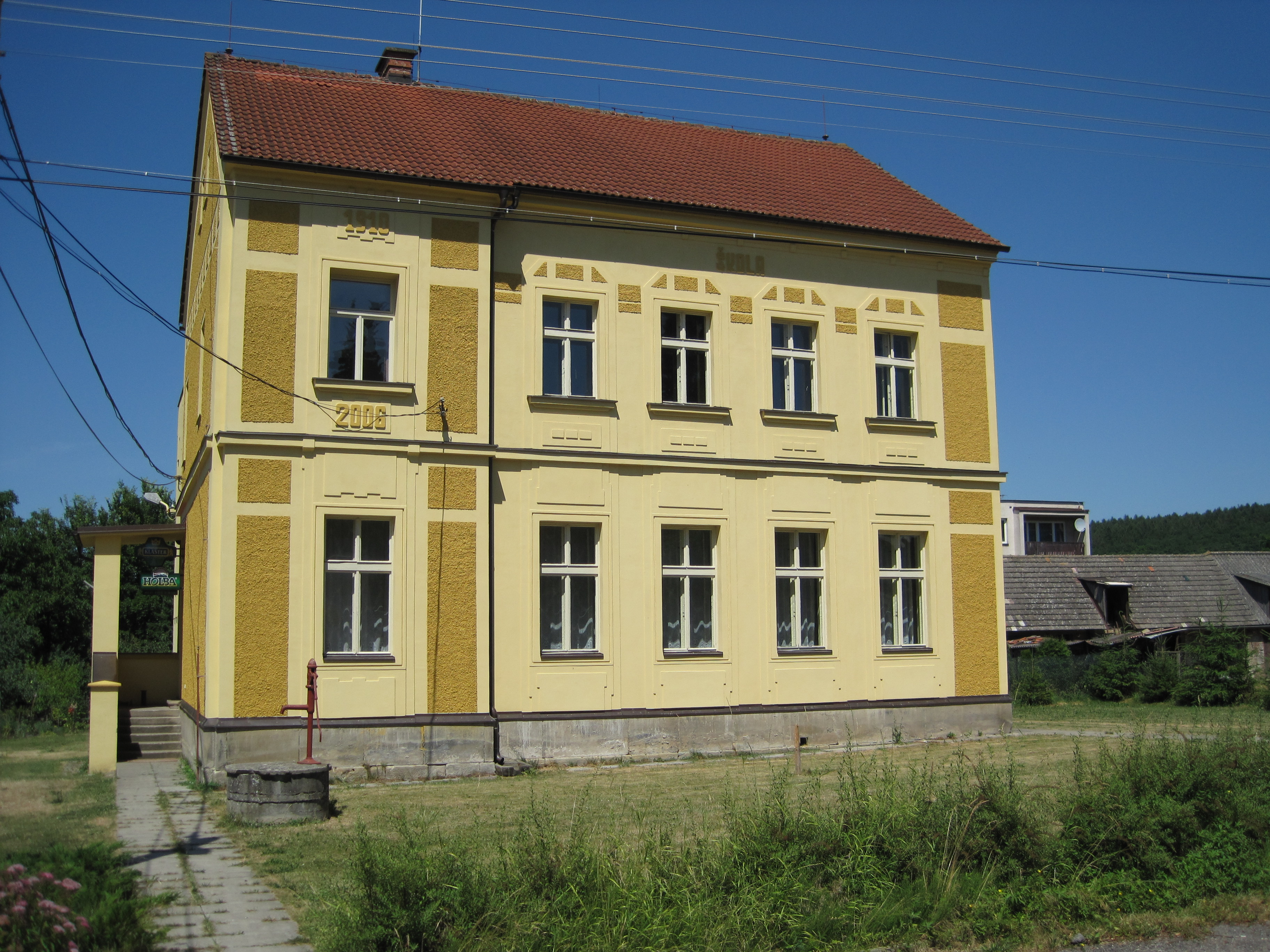
Dům čp. 48
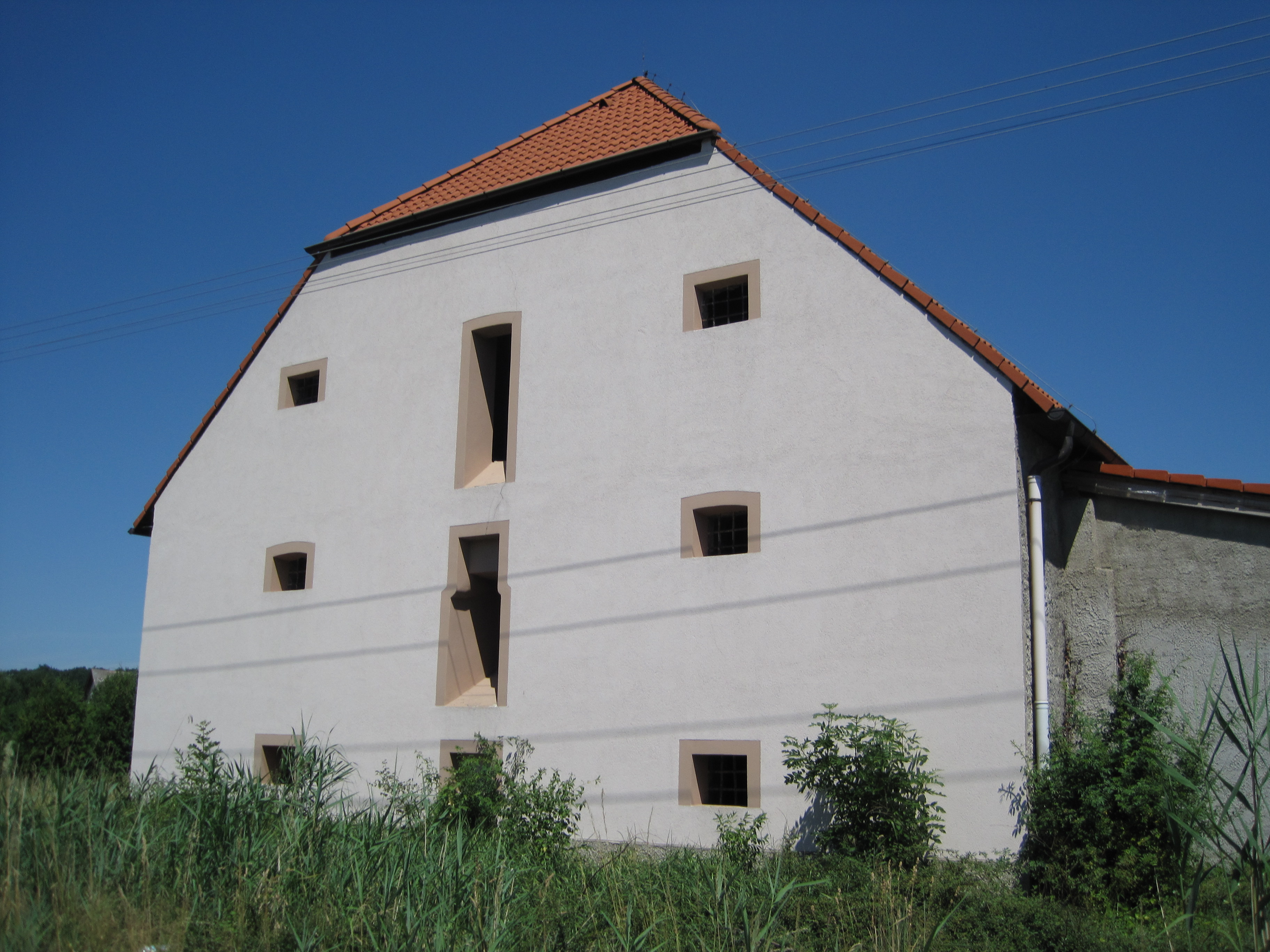
Hospodářský dvůr čp. 6
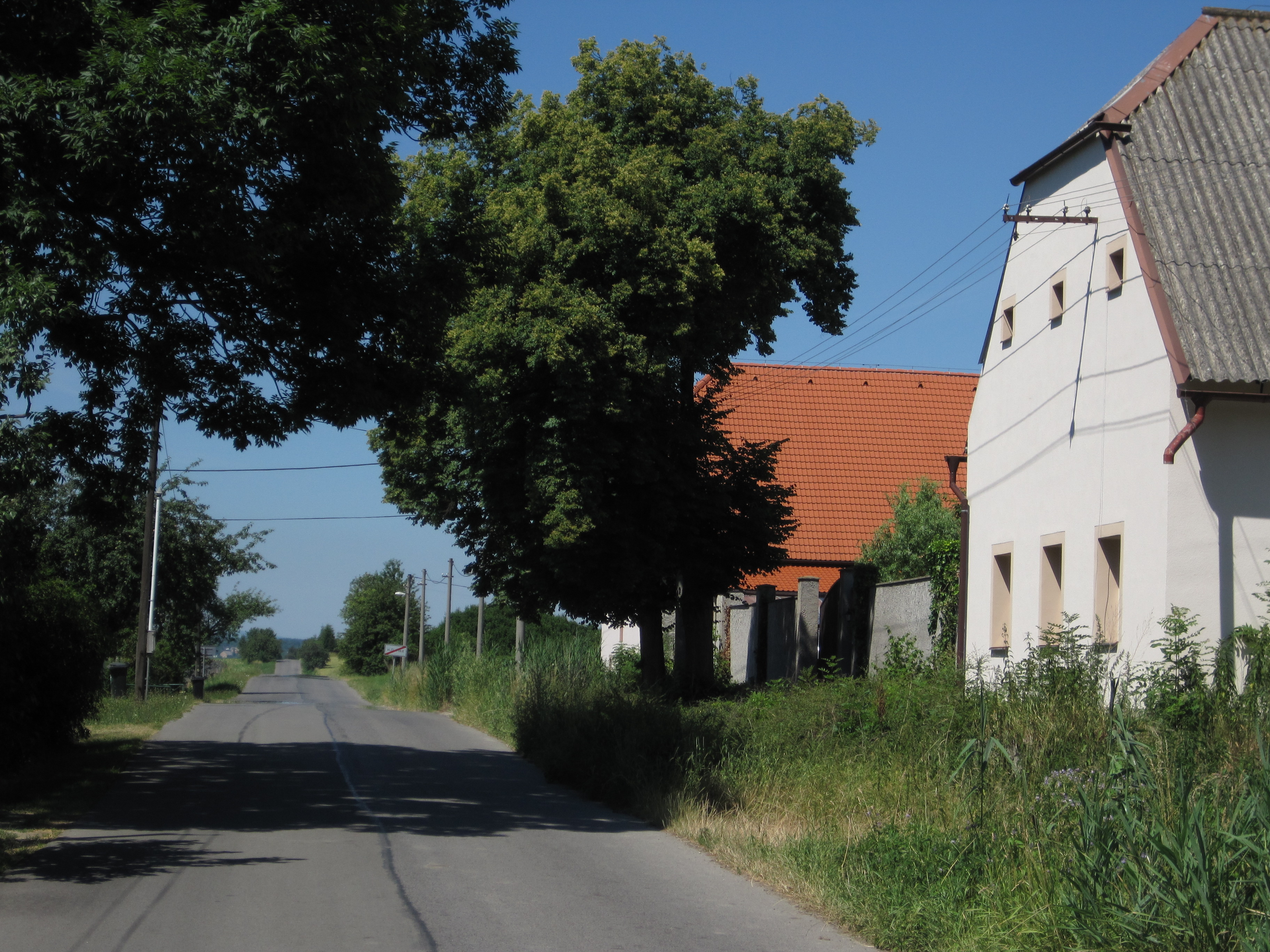
Severní okraj vsi